# Jewish Publication Society
Die Jewish Publication Society (JPS) ist der älteste nicht konfessionelle, gemeinnützige auf jüdische Literatur spezialisierte Verlag in den Vereinigten Staaten und einer der führenden im anglo-amerikanischen Sprachraum. Er wurde 1888 durch jüdische Intellektuelle in Philadelphia, Pennsylvania gegründet. Unterstützer waren u. a. Jakob Heinrich Schiff und Meyer Guggenheim. Das Verlagshaus brachte zahlreiche historische und philosophische Werke heraus u. a. auch eine millionenfach verkaufte Übersetzung des Tanach. Persönlichkeiten wie Henrietta Szold und Chaim Potok leiteten den Verlag.
Die Leitung obliegt derzeit ist Rabbiner Barry L. Schwartz. Seit 2012 kooperiert JPC mit der University of Nebraska Press, die nun für die Produktion und den Vertrieb zuständig ist.

## Autoren
Zu den renommierten älteren Autoren von JPS gehören u. a. Samuel Agnon, Martin Buber, Louis Ginzberg, Yitz Greenberg, David Hartman, Abraham Joshua Heschel, Mordechai M. Kaplan, Jizchok Leib Perez, Chaim Potok, Nahum Sarna, Solomon Schechter, Lawrence Schiffman, Gershom Scholem, Joseph Ber Soloveitchik, Elie Wiesel und Zvivah Zornberg.

## Auszeichnungen
Bücher des Verlages wurden mehrfach ausgezeichnet wie mit dem National Jewish Book Award, dem American Library Association’s Notable Book of the Year Award und dem Association of Librarians’ Book of the Year Award.